# アレックス・フリーランド
アレクサンダー・チャンス・フリーランド（Alexander Chance Freeland, 2001年8月24日 - ）は、アメリカ合衆国ケンタッキー州ルイビル出身のプロ野球選手（内野手）。右投両打。MLBのロサンゼルス・ドジャース所属。

## 経歴

### プロ入りとドジャース傘下時代
2022年のMLBドラフト3巡目（全体105位）でロサンゼルス・ドジャースから指名されプロ入り。傘下のA級ランチョクカモンガ・クエークスでプロデビューし、8試合に出場して打率.313を記録した。
2023年はA＋級グレートレイクス・ルーンズで106試合に出場して打率.240、9本塁打、57打点を記録した。
2024年はA＋級グレートレイクスで開幕を迎え、その後AA級タルサ・ドリラーズ、AAA級オクラホマシティ・ベースボールクラブへ昇格 。3チーム合計で136試合に出場して打率.260、18本塁打、74打点、31盗塁を記録した。
2025年7月29日、金慧成が左肩の負傷により故障者リスト入りしたことに伴い、メジャー昇格となった。翌30日には、シンシナティ・レッズ戦でメジャー初先発、初安打を記録し、8月1日のタンパベイ・レイズ戦ではメジャー初打点を記録した。

## 人物
生まれつき先天性内反足を患っており、これまでに何度も手術を受けている。

## 詳細情報

### 背番号
- 76（2025年 - ）